# Eriocaulon pseudotruncatum
Eriocaulon pseudotruncatum är en gräsväxtart som beskrevs av Z.X.Zhang. Eriocaulon pseudotruncatum ingår i släktet Eriocaulon och familjen Eriocaulaceae. Inga underarter finns listade i Catalogue of Life.